# Amalio Puga Pastor
Amalio Puga Pastor fue un político ecuatoriano que llegó a la alcaldía de Guayaquil en 1957, tras la renuncia de Emilio Estrada Icaza.

## Trayectoria política
Fue concejal municipal de Guayaquil durante la administración de Pedro Menéndez Gilbert.
También fue presidente del Consejo Provincial del Guayas, desde enero de 1958 hasta diciembre de 1959.

## Obras
Sus obras se concentraron en la educación gratuita, fundando escuelas municipales.